# 硝库尔
硝库尔是一个位于中国新疆维吾尔族自治区若羌县的湖泊，面积约为13平方千米。